# Coupe de Championnat 1896-97
La Primera División de Bélgica 1896/97 fue la segunda temporada de la máxima competición futbolística en Bélgica.

## Tabla de posiciones
| Pos | Equipo                               | PJ | PG | PE | PP | GF | GC | Pts | DG  | Notas                                                                      |
| --- | ------------------------------------ | -- | -- | -- | -- | -- | -- | --- | --- | -------------------------------------------------------------------------- |
| 1   | Racing Club de Bruxelles             | 10 | 8  | 2  | 0  | 40 | 10 | 18  | +30 |                                                                            |
| 2   | F.C. Liégeois                        | 10 | 6  | 2  | 2  | 16 | 13 | 14  | +3  |                                                                            |
| 3   | Antwerp F.C.                         | 10 | 6  | 1  | 3  | 22 | 10 | 13  | -3  |                                                                            |
| 4   | Léopold Club de Bruxelles            | 10 | 4  | 0  | 6  | 9  | 28 | 8   | -19 |                                                                            |
| 5   | Athletic & Running Club de Bruxelles | 10 | 3  | 1  | 6  | 25 | 14 | 7   | +11 |                                                                            |
| 6   | Sporting Club de Bruxelles           | 10 | 0  | 0  | 10 | 2  | 39 | 0   | -37 | Retirado a mitad de temporada, se le adjudicaron los resultados restantes. |

PJ = Partidos jugados; PG = Partidos ganados; PE = Partidos empatados; PP = Partidos perdidos; GF = Goles a favor; GC = Goles en contra; Pts = Puntos; DG = Diferencia de goles